# Пежо тип 134
Пежо тип 134 (фр. Peugeot Type 134) је моторно возило произведено 1910. године од стране француског произвођача аутомобила Пежо у њиховој фабрици у Лилу. У тој години је произведено 16 јединица.
У тип 134 уграђен је четвороцилиндричан, четворотактни мотор запремине 4.763 cm³ и снаге 22 КС, који је постављен напред и карданом повезан са задњим точковима (задња вуча).
Међуосовинско растојање је 325,1 цм, а размак точкова 145 цм. Облик каросерије је дупли фетон са местом за четири до пет особа.